# Klaus-Peter Stollberg
Klaus-Peter Stollberg (ur. 15 września 1959) – wschodnioniemiecki, a potem niemiecki judoka.
Brązowy medalista mistrzostw świata w 1983. Startował w Pucharze Świata w 1991. Trzeci na mistrzostwach Europy w 1982 i 1983. Wicemistrz Europy juniorów w 1978. Mistrz NRD w 1982, 1983 i 1985 roku.